# Liste der Monuments historiques in Polisy
Die Liste der Monuments historiques in Polisy führt die Monuments historiques in der französischen Gemeinde Polisy auf.

## Liste der Immobilien
| Bezeichnung       | Beschreibung                                                                                     | Standort                              | Kennzeichnung | Schutzstatus | Datum | Bild           |
| ----------------- | ------------------------------------------------------------------------------------------------ | ------------------------------------- | ------------- | ------------ | ----- | -------------- |
| Croix aux Curés   | Wegekreuz, Anfang des 16. Jahrhunderts errichtet                                                 | westlich des Ortes an der D 36 (Lage) | PA00078185    | Classé       | 2011  | weitere Bilder |
| Kirche St-Félix   | ab dem 12. Jahrhundert                                                                           | Place de l’Église (Lage)              | PA00078186    | Inscrit      | 1926  | weitere Bilder |
| Château de Polisy | festes Haus, 14. Jahrhundert, von 1537 bis 1555 zum Schloss umgebaut, im 19. Jahrhundert ergänzt | 1 rue des Ponts (Lage)                | PA10000030    | Inscrit      | 2011  | weitere Bilder |

## Liste der Objekte
| Bezeichnung                               | Beschreibung                                                                                              | Standort                      | Kennzeichnung | Schutzstatus | Datum | Bild |
| ----------------------------------------- | --- | ----------------------------- | ------------- | ------------ | ----- | ---- |
| Skulptur Matelteilung des heiligen Martin | in Fragmenten erhalten; Kalkstein, farbig gefasst, 16. Jahrhundert                                        | in der Kirche St-Félix (Lage) | PM10004930    | Inscrit      | 2003  |      |
| Skulpturengruppe Anna selbdritt           | Kalkstein, 17. Jahrhundert                                                                                | in der Kirche St-Félix (Lage) | PM10001542    | Classé       | 1939  |      |
| Kruzifix                                  | Holz, farbig gefasst, 16. Jahrhundert                                                                     | in der Kirche St-Félix (Lage) | PM10004147    | Inscrit      | 1976  |      |
| Gemälde Heilige Familie                   | Ölfarbe auf Leinwand, 17. Jahrhundert; nach Gerard Seghers                                                | in der Kirche St-Félix (Lage) | PM10004152    | Inscrit      | 1975  |      |
| Skulptur Madonna mit Kind                 | Kalkstein, farbig gefasst, 14. oder 15. Jahrhundert                                                       | in der Kirche St-Félix (Lage) | PM10001545    | Classé       | 1976  |      |
| Hauptaltar                                | Retabel, Tabernakel, Exposition und Reliquienschrein; Holz, farbig gefasst und vergoldet, 18. Jahrhundert | in der Kirche St-Félix (Lage) | PM10004140    | Inscrit      | 1975  |      |
| Engelsskulptur                            | Holz, farbig gefasst und vergoldet, 18. Jahrhundert                                                       | in der Kirche St-Félix (Lage) | PM10004146    | Inscrit      | 1975  |      |
| Wandgemälde                               | aus dem 16. Jahrhundert                                                                                   | in der Kirche St-Félix (Lage) | PM10001543    | Classé       | 1976  |      |
| Gemälde Stiftung des Rosenkranzes         | Ölfarbe auf Leinwand, 17. Jahrhundert                                                                     | in der Kirche St-Félix (Lage) | PM10001544    | Classé       | 1976  |      |
| Skulptur Heilige Margaretha               | Kalkstein, farbig gefasst, 16. Jahrhundert                                                                | in der Kirche St-Félix (Lage) | PM10004925    | Inscrit      | 2003  |      |
| Skulptur Ecce homo                        | Kalkstein, 16. Jahrhundert                                                                                | in der Kirche St-Félix (Lage) | PM10004141    | Inscrit      | 1975  |      |
| Statuenreliquiar Heiliger Firminus        | Holz, farbig gefasst und vergoldet, 19. Jahrhundert; in der Kirche St-Félix deponiert                     | in der Mairie (Lage)          | PM10004153    | Inscrit      | 1975  |      |